# Sluhà Narodu
Sluhà Narodu (ucraïnès: Слуга народу, rus: Слуга народа, lit. en català: Servidor del poble) és una sèrie de televisió de sàtira política ucraïnesa creada i produïda per Volodímir Zelenski, que interpreta Vassil Petrovitx Holoborodko, un professor d'història d'institut d'uns trenta anys que és escollit inesperadament President d'Ucraïna després que un vídeo viral gravat per un dels seus alumnes el mostrès malparlant contra la corrupció governamental al seu país.
La sèrie està produïda per Kvartal 95, que va ser fundada per Zelenski. S'involucraria molt més a la política real d'Ucraïna; el 31 de març de 2018, es va registrar al Ministeri de Justícia un partit polític amb el nom de la sèrie de televisió, i Zelenski va ser realment elegit president d'Ucraïna el 21 d'abril de 2019 amb més del 70% dels vots en la segona volta.

## Repartiment i personatges

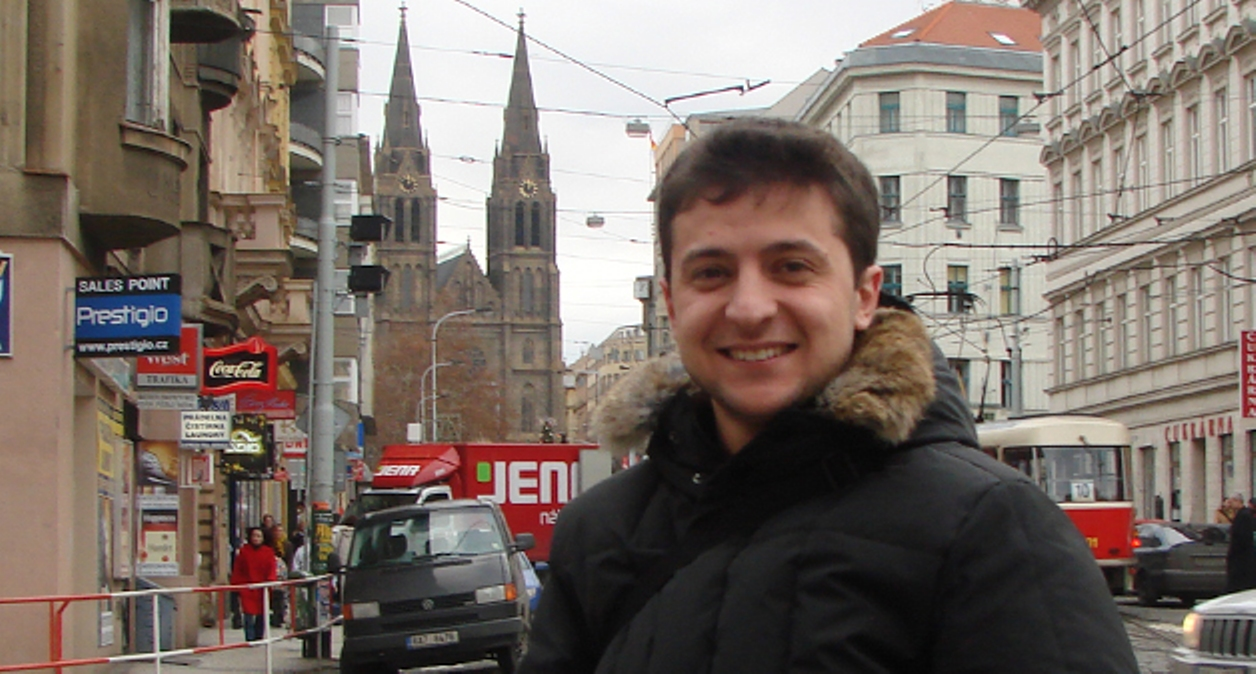
Volodímir Zelenski interpreta Vassil Holoborodko a la sèrie

- Volodímir Zelenski com a Vassil Petrovitx Holoborodko: un professor d'història de secundària d'uns trenta anys que és elegit inesperadament president d'Ucraïna, després d'una xerrada sense miraments contra la corrupció del govern del seu país gravada en secret per un dels seus estudiants.
  - Zelenski també interpreta a Hrixa, una empleada del govern que va rebre una cirurgia plàstica per servir de doble físic de Holoborodko.
- Stanislav Boklan com a Iuri Ivanovitx Txuiko: El primer ministre d'Ucraïna.
- Víktor Saraikin com a Petro Vassilovitx Holoborodko: el pare d'en Vassil.
- Natàlia Sumskà com a Maria Stefanivna Holoborodko: la mare d'en Vassil.
- Katerina Kisten com a Svitlana Petrivna Sakhno: germana d'en Vassil i ex-primera adjunta del servei fiscal ucraïnès.
- Olena Kravets com a Olha Iuriivna Misxenko: exdona d'en Vassil i directora del Banc Nacional d'Ucraïna. Més tard es convertirà en primera ministra en funcions.
- Ievhèn Koixoví com a Serhi Viktorovitx Mukhin: el ministre d'Afers Exteriors d'Ucraïna i antic actor.
- Olha Jukovtsova-Kiaixko com a Oksana Skovoroda: assistent i manipulador hipereficient de Mukhin.
- Iuri Krapov com a Mikhailo Ivanovitx Sanin: El ministre d'Afers Fiscals d'Ucraïna.
- Oleksandr Pikalov com a Ivan Andriovitx Skorik: el ministre de Defensa d'Ucraïna i antic capità de la marina.
- Mika Fatalov com a Mikael Asociovitx Tassunian: el cap del Servei Secret d'Ucraïna (SBU).
- Hanna Koixmal com a Natalia Sakhno: la neboda d'en Vassil.
- Halina Bèzruk com a Anna Mikhailivna: la xicota d'en Vassil.

## Sinopsi
Gravat per un estudiant quan comença a despotricar sobre la corrupció a Ucraïna, que puja les imatges a YouTube, Vassil Petrovitx Holoborodko (Volodímir Zelenski), un despistat professor d'història d'institut que viu amb els pares, es converteix en una sensació d'Internet de la nit al dia. Els alumnes de Holoborodko llancen una campanya de micromecenatge per a la seva candidatura a les eleccions presidencials d'Ucraïna en contra dels seus desitjos, cosa que acaba impulsant el seu atònit professor a la victòria política com a nou president d'Ucraïna. Durant el seu mandat, en Vassil se sent confús davant de les seves noves responsabilitats, però de mica en mica es va adaptant a les seves funcions presidencials i decideix acabar amb la corrupció al seu govern.

## Publicació
Sluhà Narodu es va emetre al canal 1+1 d'Ucraïna. L'estudi també va publicar tots els episodis de forma gratuïta a YouTube. En alguns països, la sèrie està disponible en reproducció en línia i descàrrega a Netflix.
El canal de televisió belarús Belarus 1 va començar a emetre el programa en horari de màxima audiència de la nit l'11 de novembre de 2019.
La cadena russa TNT va emetre l'11 de desembre del 2019 només l'episodi pilot de la primera sèrie del programa, al·legant que ho va fer com "un moviment de màrqueting per donar a conèixer la plataforma". TNT va tallar una escena de l'episodi en què el president electe Holoborodko preguntava si el president rus Vladímir Putin portava un rellotge Hublot, una broma que feia referència a un conegut càntic contra Putin a Ucraïna.

### Seqüeles
El 2016 es va estrenar una adaptació cinematogràfica de la sèrie, Sluhà narodu 2. La segona temporada va utilitzar material de la pel·lícula per ampliar la seva trama i es va estrenar el 2017, incorporant la pel·lícula a la continuïtat principal de la sèrie. La tercera temporada es va estrenar el 2019.

## Impacte

### 2019
Zelenski més tard reflectiria l'ascens al poder polític del seu personatge en ser elegit president d'Ucraïna el 2019.

### 2022
Després de la invasió russa d'Ucraïna el 2022 i el lideratge de Zelenski en la guerra, la popularitat del programa va rebre un notable impuls. Els drets d'emissió han estat sol·licitats per diverses empreses estrangeres.

## Drets d'emissió
Durant la invasió russa d'Ucraïna el 2022, Zelenski es va guanyar l'admiració generalitzada com a figura de la resistència contra Rússia i Vladímir Putin, cosa que va fer que la sèrie es fes més popular al seu torn. Les empreses de radiodifusió estrangeres han intentat emetre Sluhà Narodu als seus propis canals.
- Alemanya: arte[11]

- Albània: Tring TV (14 març 2022 -), TV Klan (19 abril 2022 –)

- Belarus: Belarus 1 (11 de novembre de 2019 -)
- Bulgària: NOVA[12]
- Espanya: Telecinco (14 abril 2022)[13]
- Estònia: TV3 (5 abril 2022 -),[14] TV3+ (1 abril 2022 –)
- Finlàndia: Yle[15]
- França: arte[16]
- Geòrgia: encara no s'ha anunciat[17]
- Grècia: ANT1 (7 de març de 2022 -)[17][18]
- Orient Mitjà: MBC[17]
- Moldàvia: Jurnal TV[19]
- Regne Unit: Channel 4 (6 de març de 2022 -)[20]
- Romania: Pro TV[17]
- Rússia: TNT (només l'episodi pilot)
- Ucraïna: 1+1
- En alguns països: Netflix